# Joachim Fischer Nielsen
Pour les articles homonymes, voir Nielsen.
Joachim Fischer Nielsen, né le 23 novembre 1978 à Copenhague (Danemark), est un joueur danois de badminton.
Aux Jeux olympiques d'été de 2012, il remporte la médaille de bronze en double mixte avec Christinna Pedersen.